# A Persistent Suitor (film 1912)
A Persistent Suitor è un cortometraggio muto del 1912 diretto da Joseph Sullivan. Prodotto dalla Selig Polyscope Company, aveva come interpreti Frank Weed, Winifred Greenwood, Harry Lonsdale.

## Trama
Smith si innamora di Mildred, la figlia del suo datore di lavoro ma il padre non vede di buon occhio quella relazione. Sorpreso una sera dal padre mentre è in attesa della ragazza, viene mandato via dal vecchio signore. Riesce a mandare un biglietto a Mildred dove le annuncia che si farà vedere quella sera, ma travestito. Lei, guardando fuori dalla finestra, vede una figura che scambia per l'innamorato. In realtà si tratta di un ladro: quando scopre l'errore, Mildred si mette a urlare. L'intruso cerca di scappare ma incappa in Smith che stava giusto arrivando. I due si azzuffano finché non arriva la polizia. Il ladro viene arrestato e Smith licenziato. La sua storia d'amore con Mildred si risolverà alla fine per il meglio.

## Produzione
Il film fu prodotto dalla Selig Polyscope Company.

## Distribuzione
Distribuito dalla General Film Company, il film - un cortometraggio di 200 metri - uscì nelle sale cinematografiche statunitensi il 23 febbraio 1912. Nelle proiezioni, veniva programmato con il sistema dello split reel, accorpato in un'unica bobina con un altro cortometraggio prodotto dalla Selig, il documentario Seeing Detroit.